# ロッケッタ・エ・クローチェ
ロッケッタ・エ・クローチェ（伊: Rocchetta e Croce）は、イタリア共和国カンパニア州カゼルタ県にある、人口約430人の基礎自治体（コムーネ）。

## 地理

### 位置・広がり

#### 隣接コムーネ
隣接するコムーネは以下の通り。
- カルヴィ・リゾルタ
- フォルミーコラ
- ジャーノ・ヴェトゥスト
- ピエトラメラーラ
- リアルド
- テアーノ

### 気候分類・地震分類
ロッケッタ・エ・クローチェにおけるイタリアの気候分類 (it) および度日は、zona D, 1972 GGである。
また、イタリアの地震リスク階級 (it) では、zona 2 (sismicità media) に分類される。

## 行政

### 分離集落
ロッケッタ・エ・クローチェには、以下の分離集落（フラツィオーネ）がある。
- Croce, Rocchetta (sede comunale), Valdassano